# Anna Gunn
Anna Gunn (Santa Fe, Új-Mexikó, 1968. augusztus 11. –) kétszeres Primetime Emmy-díjas amerikai színésznő.
Főként televíziós sorozatokban szerepel: legismertebb alakítása Skyler White volt a Breaking Bad – Totál szívás című AMC-drámasorozatban, 2008 és 2013 között. A szerepért két alkalommal ítélték neki a legjobb női mellékszereplő (drámasorozat) kategóriában a Primetime Emmy-díjat, valamint – számos egyéb jelölés mellett – a sorozat többi tagjával közösen Screen Actors Guild-díjat is kapott.

## Fiatalkora és pályafutása
Santa Fében, Új-Mexikóban született, a belsőépítész Sharon Anna Kathryn 'Shana' Gunn (leánykori nevén Peters) és az ingatlanüzletben dolgozó Clemens Earl Gunn Jr. gyermekeként. 1986-ban érettségizett a Santa Fe Preparatory School-ban. A Northwestern University hallgatójaként színházszakon tanult és 1990-ben diplomázott le. 1988 őszén egy félévet külföldön töltött, a londoni British American Drama Academy intézmény falain belül. A diploma megszerzését követően Los Angeles Laurel Canyon városrészébe költözött, ahol Pamela Adlon színésznővel lakott közös házban.
Gunn leginkább televíziós sorozatokból ismert. Legemlékezetesebb alakítására az AMC Breaking Bad – Totál szívás című bűnügyi drámájában került sor, ebben a főszereplő feleségét, Skyler White-ot alakította. Játékáért 2012-ben, 2013-ban és 2014-ben is Primetime Emmy-díjra jelölték, legjobb női mellékszereplő (drámasorozat) kategóriában. Ebből két alkalommal, 2013-ban és 2014-ben neki ítélték oda a díjat. 2013 augusztusában megjelent egy cikke a The New York Times hasábjain, melyben az általa alakított Skyler iránti rajongói ellenszenv okait elemzi.
Az ABC Ügyvédek című sorozatában 1997 és 2002 között alakította Jean Ward kerületi ügyész-asszisztenst. A HBO Deadwood című westernsorozatában 2005-2006-ban volt állandó szereplő. Vendégszereplőként feltűnt többek között a Seinfeld, a Quantum Leap – Az időutazó, a Vészhelyzet, a Hazudj, ha tudsz! és a Sírhant művek egy-egy epizódjában, továbbá több részben szerepelt a Murder One első évada során.
Filmes megjelenései közé tartozik a Bizonyíték nélkül (1995), A közellenség (1998), A javulás útja (2003), és a Veszett világ (2011) című film, illetve a Secrets of Eden (2012) című tévéfilm (melyben John Stamos oldalán játszik főszerepet). A Tőke című 2016-os pénzügyi thrillerben szintén főszerepet osztottak rá.
2014-ben színpadi szerepet vállalt; a manhattani Second Stage Theatre-ben David Schwimmer Sex With Strangers című, kritikailag elismert Off-Broadway rendezésében színészkedett Billy Magnussen mellett.
Szinkronszínészként a Legacy of Kain című videójáték-sorozatban kölcsönözte több alkalommal is az egyik szereplő, Ariel hangját.

## Magánélete
1990-ben ment feleségül Alastair Duncan skót színészhez és ingatlanbrókerhez. 2009-ben váltak el, házasságuk alatt két lányuk született, Eila Rose és Emma.

## Filmográfia

### Film
| Év   | Magyar cím                    | Eredeti cím                  | Szerep                   | Magyar hang    |
| ---- | ----------------------------- | ---------------------------- | ------------------------ | -------------- |
| 1994 |                               | French Intensive (rövidfilm) | Rachel                   |                |
| 1994 | Junior                        | Junior                       | Casitas Madres recepciós |                |
| 1995 | Bizonyíték nélkül             | Without Evidence             | Liz Godlove              |                |
| 1995 | Végső elhatározás             | If Someone Had Known         | Linda Reed rendőr        |                |
| 1997 |                               | Santa Fe                     | Jane                     |                |
| 1998 | A közellenség                 | Enemy of the State           | Emily Reynolds           | Vennes Emmy    |
| 2000 | Sátáni játszma                | Lost Souls                   | Sally Prescott           | Erdős Borcsa   |
| 2001 |                               | Nobody's Baby                | Stormy                   |                |
| 2002 |                               | Treading Water               | a színésznő              |                |
| 2011 | Veszett világ                 | Red State                    | Travis anyja             |                |
| 2012 |                               | Little Red Wagon             | Laurie Bonner            |                |
| 2012 |                               | Sassy Pants                  | June Pruitt              |                |
| 2016 | Tőke                          | Equity                       | Naomi Bishop             | Bertalan Ágnes |
| 2016 | Sully – Csoda a Hudson folyón | Sully                        | Dr. Elizabeth Davis      | Kocsis Judit   |
| 2018 |                               | Being Frank                  | Laura Hansen             |                |

### Televízió

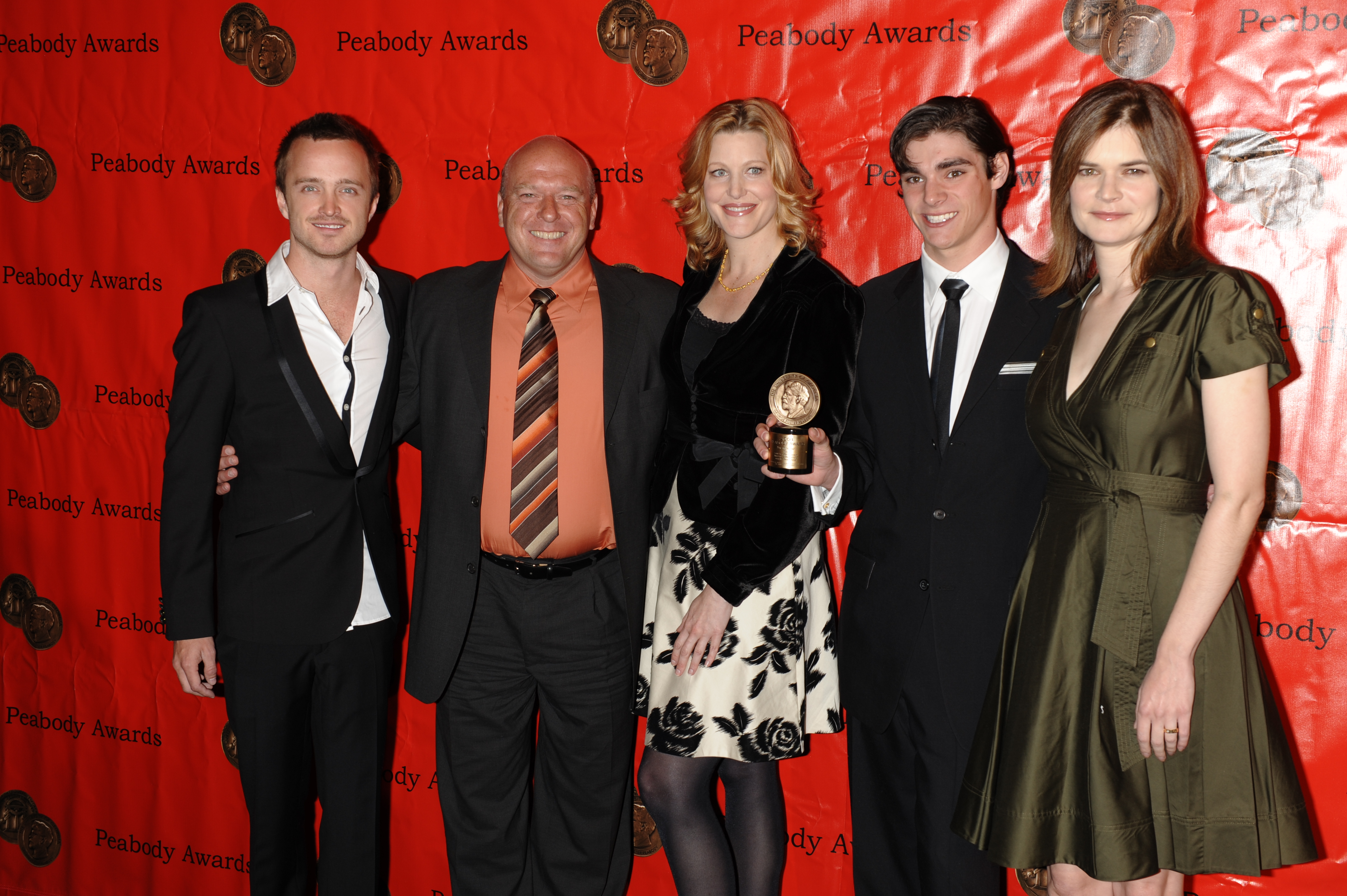
Aaron Paul, Dean Norris, Anna Gunn, RJ Mitte és Betsy Brandt egy 2009-es díjátadón

| Év        | Magyar cím                   | Eredeti cím                              | Szerep                         | Megjegyzések                                           |
| --------- | ---------------------------- | ---------------------------------------- | ------------------------------ | ------------------------------------------------------ |
| 1992      | Quantum Leap – Az időutazó   | Quantum Leap                             | Liz                            | 1 epizód                                               |
| 1992      | Perverz játék                | Indecency                                | Celeste                        | tévéfilm                                               |
| 1992–1993 |                              | Down the Shore                           | Arden                          | 29 epizód                                              |
| 1993      | Seinfeld                     | Seinfeld                                 | Amy                            | 1 epizód                                               |
| 1994      | Eltűnt személyek             | Missing Persons                          | Ellie Keogh                    | 1 epizód                                               |
| 1994      | New York rendőrei            | NYPD Blue                                | Kimmy                          | 2 epizód                                               |
| 1994      | A korrupció hálójában        | Moment of Truth: Caught in the Crossfire | Alex King ügynök               | tévéfilm                                               |
| 1995–1996 |                              | Murder One                               | Melissa Griotte                | 3 epizód                                               |
| 1996      | Chicago Hope Kórház          | Chicago Hope                             | Megan Stanard                  | 1 epizód                                               |
| 1996      |                              | The Lazarus Man                          | The Journal                    | 1 epizód                                               |
| 1996      |                              | Men Behaving Badly                       | Michelle                       | 1 epizód                                               |
| 1996      |                              | The Big Easy                             | Evie                           | 1 epizód                                               |
| 1997      | Álomjárók                    | Sleepwalkers                             | Angie Gilpin                   | 1 epizód                                               |
| 1997–2002 | Ügyvédek                     | The Practice                             | Jean Ward                      | 10 epizód                                              |
| 1999      | Vészhelyzet                  | ER                                       | Ekabo ügyvédje                 | 1 epizód                                               |
| 1999      |                              | The Drew Carey Show                      | Kelly Walker                   | 1 epizód                                               |
| 1999      | Amynek ítélve                | Judging Amy                              | Emily Noble                    | 1 epizód                                               |
| 2000      |                              | Bull                                     | Miss Coyle                     | 1 epizód                                               |
| 2001      | Őrangyal                     | The Guardian                             | Meghan Barstow                 | 2 epizód                                               |
| 2002      | Igen, drágám!                | Yes, Dear                                | Jessica                        | 1 epizód                                               |
| 2003      | A javulás útja               | Twelve Mile Road                         | Leah                           | tévéfilm                                               |
| 2003      | Dragnet – Gyilkossági akták  | Dragnet                                  | Dr. Louise Nottingham          | 2 epizód                                               |
| 2003      |                              | The O'Keefes                             | Phyllis                        | 1 epizód                                               |
| 2003      |                              | Wild Card                                | Janell Morgan                  | 1 epizód                                               |
| 2003      |                              | The Lyon's Den                           | Elizabeth Hopper               | 1 epizód                                               |
| 2003      |                              | Miss Match                               | Maureen Weston                 | 1 epizód                                               |
| 2003      | Csodák                       | Miracles                                 | Rebecca Webb                   | 1 epizód                                               |
| 2004      |                              | The D.A.                                 | Shelly Ward                    | 1 epizód                                               |
| 2004      | Sírhant művek                | Six Feet Under                           | Madeline                       | 1 epizód                                               |
| 2005–2006 | Deadwood                     | Deadwood                                 | Martha Bullock                 | 21 epizód                                              |
| 2007      | Boston Legal – Jogi játszmák | Boston Legal                             | Susan Bixby ügyész             | 1 epizód                                               |
| 2008–2013 | Breaking Bad – Totál szívás  | Breaking Bad                             | Skyler White                   | - főszereplő (61 epizód) - magyar hangja: - Orosz Anna |
| 2010      | Esküdt ellenségek            | Law & Order                              | Marielle Di Napoli             | 1 epizód                                               |
| 2010      | Hazudj, ha tudsz!            | Lie to Me                                | Jenkins                        | 1 epizód                                               |
| 2012      |                              | Secrets of Eden                          | Catherine Benincasa nyomozó    | tévéfilm                                               |
| 2014      |                              | The Mindy Project                        | Sheila Hamilton                | 1 epizód                                               |
| 2014      |                              | Gracepoint                               | Ellie Miller nyomozó           | 10 epizód                                              |
| 2015      | Gyilkos elmék                | Criminal Minds                           | Lily Lambert különleges ügynök | 1 epizód                                               |
| 2015      |                              | Portlandia                               | Glynis Brooks                  | 1 epizód                                               |
| 2016      | Robotcsirke                  | Robot Chicken                            | Skyler White                   | 1 epizód                                               |
| 2017      | Piszkos zsaruk               | Shades of Blue                           | Julia Ayres                    | 10 epizód                                              |
| 2019      | Deadwood – A film            | Deadwood: The Movie                      | Martha Bullock                 | tévéfilm                                               |
| 2021      | Gyilkos lelkek               | Prodigal Son                             | Fern Cooley seriff             | 1 epizód                                               |
| 2022–2023 |                              | Physical                                 | Marika                         | 3 epizód                                               |
| 2023      |                              | Most Dangerous Game                      | elnöknő                        | 4 epizód                                               |
| 2024      | Sugar                        | Sugar                                    | Margit                         | visszatérő szerep (6 epizód)                           |

### Videójátékok
| Év   | Cím                         | Szerep                             |
| ---- | --------------------------- | ---------------------------------- |
| 1996 | Blood Omen: Legacy of Kain  | Ariel / Azimuth / DeJoule (hangja) |
| 1999 | Legacy of Kain: Soul Reaver | Ariel (hangja)                     |
| 2001 | Soul Reaver 2               | Ariel (hangja)                     |
| 2003 | Legacy of Kain: Defiance    | Ariel (hangja)                     |

## Díjak és jelölések
| Év   | Díj                              | Kategória                                                       | Mű                          | Eredmény |
| ---- | -------------------------------- | --------------------------------------------------------------- | --------------------------- | -------- |
| 2007 | Screen Actors Guild-díj          | Legjobb szereplőgárda (drámasorozat)                            | Deadwood                    | Jelölve  |
| 2010 | Szaturnusz-díj                   | Legjobb televíziós színésznő                                    | Breaking Bad – Totál szívás | Jelölve  |
| 2012 | Critics' Choice Television Award | Legjobb női mellékszereplő drámasorozatban                      | Breaking Bad – Totál szívás | Jelölve  |
| 2012 | Milánói Filmfesztivál            | Legjobb női mellékszereplő                                      | Sassy Pants                 | Jelölve  |
| 2012 | Primetime Emmy-díj               | Legjobb női mellékszereplő drámasorozatban                      | Breaking Bad – Totál szívás | Jelölve  |
| 2012 | Screen Actors Guild-díj          | Legjobb szereplőgárda (drámasorozat)                            | Breaking Bad – Totál szívás | Jelölve  |
| 2013 | Critics' Choice Television Award | Legjobb női mellékszereplő drámasorozatban                      | Breaking Bad – Totál szívás | Jelölve  |
| 2013 | Golden Nymph Award               | Kiemelkedő színésznő drámasorozatban                            | Breaking Bad – Totál szívás | Jelölve  |
| 2013 | Primetime Emmy-díj               | Legjobb női mellékszereplő drámasorozatban                      | Breaking Bad – Totál szívás | Elnyerte |
| 2013 | Satellite Award                  | Legjobb női mellékszereplő – sorozat, minisorozat vagy tévéfilm | Breaking Bad – Totál szívás | Jelölve  |
| 2013 | Szaturnusz-díj                   | Legjobb televíziós női mellékszereplő                           | Breaking Bad – Totál szívás | Jelölve  |
| 2013 | Screen Actors Guild-díj          | Legjobb szereplőgárda (drámasorozat)                            | Breaking Bad – Totál szívás | Jelölve  |
| 2014 | Critics' Choice Television Award | Legjobb női mellékszereplő drámasorozatban                      | Breaking Bad – Totál szívás | Jelölve  |
| 2014 | Primetime Emmy-díj               | Legjobb női mellékszereplő drámasorozatban                      | Breaking Bad – Totál szívás | Elnyerte |
| 2014 | Szaturnusz-díj                   | Legjobb televíziós színésznő                                    | Breaking Bad – Totál szívás | Jelölve  |
| 2014 | Screen Actors Guild-díj          | Legjobb színésznő (drámasorozat)                                | Breaking Bad – Totál szívás | Jelölve  |
| 2014 | Screen Actors Guild-díj          | Legjobb szereplőgárda (drámasorozat)                            | Breaking Bad – Totál szívás | Elnyerte |

## Fordítás
- Ez a szócikk részben vagy egészben  az   Anna Gunn című angol Wikipédia-szócikk ezen változatának fordításán alapul.  Az eredeti cikk szerkesztőit annak laptörténete sorolja fel. Ez a jelzés csupán a megfogalmazás eredetét és a szerzői jogokat jelzi, nem szolgál a cikkben szereplő információk forrásmegjelöléseként.